# 戶
戶或稱家戶，是用來記錄社會與經濟活動、人口狀況或公民身分的基本單位。這個單位有時等同於「家」，但沒有絕對的關係；例如一家工廠、商店，或者一名獨居者，也可能在行政上計做一戶。